# Dario Antoniozzi
Dario Antoniozzi (Rieti, 11 dicembre 1923 – Cosenza, 25 dicembre 2019) è stato un politico italiano, esponente della Democrazia Cristiana e parlamentare europeo.

## Biografia
Nato a Rieti, ma cresciuto a Cosenza, dove il padre Florindo si era trasferito per ragioni di lavoro (è stato per anni direttore generale della Cassa di Risparmio di Calabria e Lucania). Eletto per la prima volta alla Camera nel 1953 circoscrizione Calabria, ha conservato il seggio fino al 1980.

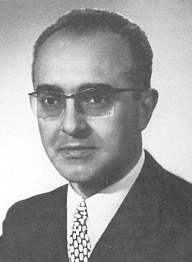
Antoniozzi negli anni '70.

Vicesegretario politico della Democrazia Cristiana e leader del partito in Calabria per lungo tempo, è stato sottosegretario e Ministro per circa vent'anni, nel dicastero del turismo e spettacolo con il III Governo Andreotti, ai beni culturali ed ambientali nel IV Governo Andreotti, beni culturali e ricerca scientifica nel V Governo Andreotti, e trascorrendo lungo tempo al Ministero dell'Agricoltura.
Membro del Parlamento europeo fin dalla sua istituzione, nel 1979 ottenne un ottimo successo personale alla prima elezione diretta dell'Assemblea di Strasburgo. Allora era Ministro dei Beni culturali, ma si dimise per dedicarsi all'Europa. Avrebbe voluto lasciare subito anche il seggio a Montecitorio, ma il partito gli chiese di attendere.
Nel 1980 presentò le dimissioni. Alle successive elezioni europee (1984) venne rieletto. È stato membro della Commissione per le relazioni economiche esterne, della Commissione per il controllo di bilancio, della Commissione per gli affari istituzionali, della Delegazione per le relazioni con il Canada, della Delegazione per le relazioni con la Norvegia, della Delegazione per le relazioni con la Repubblica Popolare Cinese.
Ha aderito al gruppo parlamentare del Partito Popolare Europeo – Democratici Europei. Alle successive elezioni europee, indebolito dalle lotte intestine interne alla DC e dall'avversione esplicita di Riccardo Misasi (noto politico calabrese vicino a Ciriaco De Mita ed alla sinistra "di base" della DC), non fu rieletto e quindi si ritirò dalla vita politica attiva, continuando a tenere conferenze di alto livello, in tutto il mondo, sull'Europa ed il significato di questa scelta, essendone stato tra l'altro uno dei principali fautori fin dai primissimi albori.
Anche negli anni successivi è stato chiamato presso le principali istituzioni in Paesi Europei e nel mondo, come relatore sui principali temi dell'Europa, anche in rappresentanza del PPE, di cui è stato uno dei fondatori. Il figlio Alfredo, dopo una consolidata esperienza nella Democrazia Cristiana della Capitale – ottenendo ottimi successi elettorali in una regione diversa da dove aveva operato il padre – ha aderito a Forza Italia ed è stato eletto più volte parlamentare europeo.
Nel gennaio 2024 il comune di Cosenza gli ha intitolato l'area verde di Piazza Europa, con fontane monumentali, nel centro della città, che ora porta la denominazione “Giardini Dario Antoniozzi - Statista”.